# Болотное чудовище Хони-Айленда
Болотное чудовище Хани-Айленда — гуманоидное существо-криптид, которое, как сообщалось, якобы было замечено в болотах Хани-Айленда, приход Сент-Таммани, штат Луизиана, США, несколько раз с 1963 года. Болото охватывает 20 миль в длину и 7 миль в ширину, его общая площадь — около 70000 акров, из которых 34896 акров определены правительством как постоянно охраняемая территория. На болоте и окрестностях обитает достаточное количество крупных животных, в том числе хищников.
Коренные жители этих мест — индейцы — называют это существо Letiche, и легендам о нём несколько сотен лет. Само слово Letiche с местного индейского языка можно приблизительно перевести как «плотоядный водный гуманоид». Суть легенд сводится к тому, что когда-то на болоте пропали дети, которые были воспитаны местными аллигаторами и впоследствии стали частью их стаи, в результате чего на свет якобы появилась популяция монстров, которые скрываются в течение дня и охотятся ночью, а также нападают на людей и домашний скот; многие индейцы верили в это и обвиняли якобы существующих чудовищ во множестве убийств. Местные кажуны называют чудовище Tainted Keitre.

## Описание
Существо описывается как двуногое, семи футов (2,2 метра) ростом, весом (оценочно) в 400—500 фунтов (то есть около 200 килограммов), с седыми волосами, покрывающими всё тело, красными глазами и двумя выпуклостями на черепе. Существо якобы сопровождается отвратительным запахом, похожим на запах разлагающегося трупа. Следы, якобы оставленные существом, имеют четыре перепончатых пальца. В 2007 году даже появилось сообщение, что со следа чудовища удалось сделать гипсовый слепок, правда, пальца на следе было не четыре, а три.

## Фольклор
Местная кажунская легенда рассказывает о крушении поезда в этом районе в начале XX века. В поезде якобы перемещался бродячий цирк, и из него будто бы сбежало множество зверей, почти все из которых вскоре погибли, но якобы смогла выжить группа шимпанзе, которая смешалась с местной популяцией аллигаторов, в результате чего и появился монстр; эта история явно является переложением упоминавшейся индейской легенды.

## Предполагаемые наблюдения
Первое сообщение о чудовище пришло в 1963 году от Харлана Форда, бывшего авиадиспетчера, который занимался в регионе съёмками дикой природы. После его смерти в 1980 году катушки с фильмом в формате Super 8, где якобы было снято существо, были обнаружены среди его вещей.
В 1974 году монстр получил национальную известность в США после того, как Форд и его друг Билли Миллс утверждали, что обнаружили необычные следы в этом районе, а также тело кабана, горло которого было разорвано. Форд продолжал охотиться за созданием в течение следующих шести лет.

## Критика
Идея существования в этом районе большого обезьяноподобного существа не обошлась без критики, в частности, местного эколога Пола Вагнера, который вместе с женой Сью изучал природные маршруты в этом районе. Ни они, ни их проводник-кажун, Робби Чарбоннет, не нашли никаких доказательств существования чудовища.
С 1970-х годов до настоящего времени было предпринято несколько научных экспедиций с целью поиска данного чудовища, но ни одна из них не увенчалась успехом.